# Predrag Spasić
Predrag Spasić (ser. Предраг Спасић, ur. 29 września 1965 w Kragujevacu) – serbski piłkarz grający na pozycji środkowego obrońcy.

## Kariera klubowa
Spasić urodził się w mieście Kragujevac, a karierę piłkarską rozpoczął w tamtejszym Radničkim Kragujevac. W 1984 roku zaczął występować na boiskach drugiej ligi jugosłowiańskiej. Po rozegraniu 123 meczów dla Radničkiego odszedł w 1988 roku do czołowego klubu w kraju, Partizana Belgrad. Tam stał się podstawowym zawodnikiem i przez dwa sezony zaliczył 55 spotkań w pierwszej lidze Jugosławii.
Latem 1990 roku Spasić odszedł z Partizana do hiszpańskiego Realu Madryt. W Realu pełnił rolę rezerwowego obrońcy dla Manuela Sanchísa i Fernando Hierro. Wystąpił w 22 ligowych meczach. Real w tamtym sezonie zajął 3. miejsce w lidze, dotarł do ćwierćfinału Pucharu Mistrzów oraz zdobył Superpuchar Hiszpanii.
W 1991 roku Spasić opuścił drużynę „Królewskich” i przeniósł się do Osasuny Pampeluna. Tam był jednym z kilku obcokrajowców obok rodaka Gorana Stevanovicia oraz Polaków Jana Urbana, Romana Koseckiego, Jacka Ziobera i Ryszarda Stańka. W 1994 roku spadł z Osasuną do Segunda División, a następnie odszedł do innego drugoligowca, Atlético Marbella. W sezonie 1995/1996 występował w ojczyźnie, Radničkim Novim Belgrad i będąc jego zawodnikiem zakończył piłkarską karierę.
| Sezon   | Klub                     | Kraj       | Rozgrywki        | Mecze | Bramki |
| ------- | ------------------------ | ---------- | ---------------- | ----- | ------ |
| 1984/85 | FK Radnički Kragujevac   | Jugosławia | II liga          | ?     | ?      |
| 1985/86 | FK Radnički Kragujevac   | Jugosławia | II liga          | ?     | ?      |
| 1986/87 | FK Radnički Kragujevac   | Jugosławia | II liga          | ?     | ?      |
| 1987/88 | FK Radnički Kragujevac   | Jugosławia | II liga          | ?     | ?      |
| 1988/89 | Partizan Belgrad         | Jugosławia | I liga           | 26    | 1      |
| 1989/90 | Partizan Belgrad         | Jugosławia | I liga           | 29    | 2      |
| 1990/91 | Real Madryt              | Hiszpania  | Primera División | 22    | 0      |
| 1991/92 | Osasuna Pampeluna        | Hiszpania  | Primera División | 23    | 0      |
| 1992/93 | Osasuna Pampeluna        | Hiszpania  | Primera División | 36    | 2      |
| 1993/94 | Osasuna Pampeluna        | Hiszpania  | Primera División | 29    | 1      |
| 1994/95 | Atlético Marbella        | Hiszpania  | Segunda División | 5     | 0      |
| 1995/96 | FK Radnički Novi Belgrad | Jugosławia | II liga          | 8     | 1      |

## Kariera reprezentacyjna
W reprezentacji Jugosławii Spasić zadebiutował 24 sierpnia 1988 roku w wygranym 2:0 towarzyskim meczu ze Szwajcarią. W 1990 roku został powołany przez selekcjonera Ivicę Osima do kadry na Mistrzostwa Świata we Włoszech. Tam był podstawowym zawodnikiem i zagrał we wszystkich spotkaniach Jugosłowian: z RFN (1:4), z Kolumbią (1:0), ze Zjednoczonymi Emiratami Arabskimi (4:1), w 1/8 finału z Hiszpanią (2:1) oraz ćwierćfinale z Argentyną (0:0, karne 2:3). W kadrze Jugosławii do 1991 rozegrał łącznie 31 meczów i zdobył jednego gola.